# Amargosa
Amargosa is een gemeente in de Braziliaanse deelstaat Bahia. De gemeente telt 35.278 inwoners (schatting 2009).

## Aangrenzende gemeenten
De gemeente grenst aan Brejões, Elísio Medrado, Laje, Milagres, São Miguel das Matas en Ubaíra.